# Biathlon-Weltmeisterschaften 1983
Die 20. Biathlon-Weltmeisterschaften fanden 1983 in Antholz in Südtirol (Italien) statt.
Wegen der Olympischen Winterspiele gab es im Folgejahr nur die Frauenweltmeisterschaften, die 1984 zum ersten Mal stattfanden und deren Wettbewerbe noch nicht olympisch waren.
Hier im italienischen Antholz wurden wie in den Jahren seit 1975 die drei Disziplinen 10-km-Sprint, 20-km-Einzel sowie die 4-mal-7,5-km-Staffel ausgetragen.

## Männer

### Sprint 10 km
| Platz | Sportler            | Zeit [min] | Schießfehler |
| ----- | ------------------- | ---------- | ------------ |
| 01    | Eirik Kvalfoss      | 31:12,3    | 2 (0+2)      |
| 02    | Peter Angerer       | 31:31,2    | 0 (0+0)      |
| 03    | Alfred Eder         | 31:45,5    | 0 (0+0)      |
| 04    | Frank-Peter Roetsch | 31:50,4    | 1 (1+0)      |
| 05    | Pjotr Miloradow     | 31:54,4    | 1 (0+1)      |
| 06    | Johann Passler      | 32:01,0    | 1 (1+0)      |
| 07    | Algimantas Schalna  | 32:03,4    | 2 (0+2)      |
| 08    | Frank Ullrich       | 32:09,0    | 2 (0+2)      |
| 09    | Sergei Bulygin      | 32:19,8    | 2 (0+2)      |
| 10    | Odd Lirhus          | 32:23,4    | 3 (1+2)      |
| …     |                     |            |              |

Datum: 26. Februar 1983

### Einzel 20 km
| Platz | Sportler            | Zeit [h]  | Schießfehler |
| ----- | ------------------- | --------- | ------------ |
| 01    | Frank Ullrich       | 1:05:00,9 | 1 (0+1+0+0)  |
| 02    | Frank-Peter Roetsch | 1:05:17,8 | 1 (1+0+0+0)  |
| 03    | Peter Angerer       | 1:06:57,3 | 2 (1+0+0+1)  |
| 04    | Pjotr Miloradow     | 1:07:00,0 | 1 (0+0+0+1)  |
| 05    | Odd Lirhus          | 1:07:43,9 | 4 (0+1+0+3)  |
| 06    | Sergei Bulygin      | 1:08:16,6 | 3 (1+1+1+0)  |
| 07    | Juri Kaschkarow     | 1:09:01,2 | 3 (2+0+1+0)  |
| 08    | Matthias Jacob      | 1:09:12,8 | 3 (0+3+0+0)  |
| 09    | Andreas Zingerle    | 1:09:16,7 | 3 (0+2+1+1)  |
| 10    | Fritz Fischer       | 1:09:26,6 | 5 (0+1+1+3)  |
| …     |                     |           |              |

Datum: 23. Februar 1983

### Staffel 4 × 7,5 km
| Platz | Land/Sportler                                                                                 | Zeit [h]  | Schießfehler                  |
| ----- | --------------------------------------------------------------------------------------------- | --------- | ----------------------------- |
| 01    | Sowjetunion 0000Sergei Bulygin 0000Algimantas Schalna 0000Juri Kaschkarow 0000Pjotr Miloradow | 1:36:48,5 | 0+0                           |
| 02    | DDR 0000Mathias Jung 0000Frank-Peter Roetsch 0000Frank Ullrich 0000Matthias Jacob             | 1:38:04,7 | 0+1 0+0 0+1 0+0               |
| 03    | Norwegen 0000Øivind Nerhagen 0000Kjell Søbak 0000Eirik Kvalfoss 0000Odd Lirhus                | 1:41:27,1 | 0+3 0+0 0+3                   |
| 04    | BR Deutschland 0000Franz Bernreiter 0000Walter Pichler 0000Peter Angerer 0000Fritz Fischer    | 1:42:01,9 | 0+3 0+2 0+0 0+1 0+0           |
| 05    | Finnland 0000Tapio Piipponen 0000Erkki Antila 0000Risto Punkka 0000Toivo Mäkykyro             | 1:43:23,9 | 0+2 0+0 0+1                   |
| 06    | Tschechoslowakei 0000Jaromír Šimůnek 0000Vítězslav Jureček 0000Josef Skalník 0000Jan Matouš   | 1:44:25,2 | 0+3 0+0 0+3 0+0               |
| 07    | Österreich 0000Rudolf Horn 0000Siegfried Dockner 0000Wolfgang Kogler 0000Alfred Eder          | 1:47:17,8 | 1+0 0+0 1+0 0+0               |
| 08    | Frankreich 0000Dominique Favrel 0000Éric Claudon 0000Yvon Mougel 0000Christian Poirot         | 1:47:45,9 | 1+3 0+0                       |
| 09    | USA 0000Bill Carow 0000Nat Lucy 0000Martin Hagen 0000Johnny Ruger                             | 1:48:30,6 | 1+0 0+0 1+1 0+0               |
| 10    | Italien 0000Gottlieb Taschler 0000Luigi Weiss 0000Johann Passler 0000Andreas Zingerle         | 1:48:47,4 | 3+2 3+0 0+0 0+1               |
|       |                                                                                               |           |                               |
| 15    | Schweiz 0000Ernst Hämmerli 0000Josef Suter 0000Ernst Steiner 0000Beat Meier                   | 1:50:57,8 | k. A. k. A. k. A. k. A. k. A. |
| …     |                                                                                               |           |                               |

Datum: 27. Februar 1983

## Medaillenspiegel
| Platz | Land           | Gold | Silber | Bronze | Gesamt |
| ----- | -------------- | ---- | ------ | ------ | ------ |
| 1     | DDR            | 1    | 2      | 0      | 3      |
| 2     | Norwegen       | 1    | 0      | 1      | 2      |
| 3     | Sowjetunion    | 1    | 0      | 0      | 1      |
| 4     | BR Deutschland | 0    | 1      | 1      | 2      |
| 5     | Österreich     | 0    | 0      | 1      | 1      |

| Platz | Sportler            | Gold | Silber | Bronze | Gesamt |
| ----- | ------------------- | ---- | ------ | ------ | ------ |
| 01    | Frank Ullrich       | 1    | 1      | 0      | 2      |
| 02    | Eirik Kvalfoss      | 1    | 0      | 1      | 2      |
| 03    | Sergei Bulygin      | 1    | 0      | 0      | 1      |
| 03    | Algimantas Schalna  | 1    | 0      | 0      | 1      |
| 03    | Juri Kaschkarow     | 1    | 0      | 0      | 1      |
| 03    | Pjotr Miloradow     | 1    | 0      | 0      | 1      |
| 07    | Frank-Peter Roetsch | 0    | 2      | 0      | 2      |
| 08    | Peter Angerer       | 0    | 1      | 1      | 2      |
| 09    | Mathias Jung        | 0    | 1      | 0      | 1      |
| 09    | Matthias Jacob      | 0    | 1      | 0      | 1      |
| 011   | Alfred Eder         | 0    | 0      | 1      | 1      |
| 011   | Øivind Nerhagen     | 0    | 0      | 1      | 1      |
| 011   | Kjell Søbak         | 0    | 0      | 1      | 1      |
| 011   | Odd Lirhus          | 0    | 0      | 1      | 1      |